# Коллинз, Джерри
Джерри Коллинз (англ. Jerry Collins; 4 ноября 1980, Апиа — 5 июня 2015 года, Безье) — новозеландский регбист самоанского происхождения; выступал за сборную Новой Зеландии и провёл 48 игр в её составе. Известен по выступлениям за клуб «Харрикейнз» в Супер Регби. Считается одним из наиболее жёстких исполнителей подката в истории регби наравне с самоанцем Брайаном Лима.

## Игровая карьера

### Ранние годы
Коллинз окончил среднюю школу в Новой Зеландии, выступал за регбийную команду колледжа Святого Патрика в Килбирни с 1996 по 1998 годы. В 1999 году со сборной Новой Зеландии, составленной из игроков не старше 19 лет, выиграл чемпионат мира и был назван лучшим игроком турнира. Окончил колледж святого Патрика в Веллингтоне и университет Виктории.

### Профессиональная клубная карьера
Коллинз дебютировал в 1999 году за команду провинции Веллингтон в Национальном чемпионате провинций, в 2001 году провёл первый матч за «Харрикейнз». Он сыграл 74 матча за команду «Харрикейнз» с 2001 по 2008 годы, в том числе и в финале Супер 14 2006 года против «Крусейдерс» на стадионе AMI. В 2008 году он сыграл матч по регбилиг в чемпионате Веллингтона под другим именем, за обман его команда была оштрафована.
В октябре 2007 года после чемпионата мира Коллинз находился на каникулах в Девоне, когда главный тренер клуба «Барнстепл» Кевин Скуайр предложил ему сыграть на выходных один матч, на что он согласился с удовольствием. Коллинз поработал с молодёжной командой клуба некоторое время, а уже в следующую субботу вышел на поле против клуба «Ньютон Эббот». Через несколько недель он провёл матч за клуб «Барбариан», надев при этом гетры клуба «Барнстепл».
После ухода из «Харрикейнз» в сезоне 2008/2009 Коллинз выступал за «Тулон», присоединившись к новозеландцу Сонни Биллу Уильямсу как мастеру агрессивной игры. В мае 2009 года Коллинз подписал двухлетнее соглашение с валлийским клубом «Оспрейз» и по итогам сезона 2009/2010 стал его лучшим игроком. В начале 2011 года он ушёл в японский клуб «Ямаха Джубило», где играл до 2013 года. В январе 2015 года он заключил соглашение с клубом «Нарбонна» из второго дивизиона Франции как замена завершившему карьеру австралийцу Роки Элсому.

### В сборной
В 2001 году Коллинз дебютировал за сборную Новой Зеландии и провёл 48 тест-матчей, занеся пять попыток и набрав 25 очков. В 2003 году со сборной стал бронзовым призёром чемпионата мира. В июне 2006 года Коллинз вывел сборную Новой Зеландии на тест-матч против Аргентины в качестве капитана, принеся победу со счётом 25:19 в Буэнос-Айресе. Коллинз тем самым стал 61-м игроком, надевшим капитанскую повязку в истории матчей сборной Новой Зеландии. В 2007 году на чемпионате мира во Франции он был капитаном сборной в играх против Португалии и Румынии, заменяя капитана Ричи Маккоу. Сборная Новой Зеландии покинула турнир на стадии четвертьфинала, а в главной команде страны он завершил карьеру в мае 2008 года. В 2013 году он вышел в составе сборной ветеранов «Классик Олл Блэкс» на игру против Фиджи.

## Личная жизнь
У Коллинза были трое двоюродных братьев — бывший капитан сборной Новой Зеландии и одноклубник по «Харрикейнз» Тана Умага, а также два игрока сборной Самоа — Майк Умага (участник чемпионатов мира 1995 и 1999 годов) и Синоти Синоти (дебютировал за сборную Самоа в 2010 году). Его женой была Алана Мэдилл, в начале 2015 года у них родилась дочь Айла.
В марте 2013 года Коллинз был арестован в японском городе Хамамацу: он прошёл в магазин, пронеся 17-сантиметровый нож. Друзья объяснили, что Джерри носил нож только для самообороны, поскольку ему кто-то угрожал. Вскоре Джерри освободили, и он заявил, что испытал большое облегчение, так как опасался за свою жизнь.

## Смерть
5 июня 2015 года Джерри Коллинз и Алана Мэдилл трагически погибли в автокатастрофе: в их автомобиль, остановившийся на трассе A9 около города Безье, врезался автобус с туристами из Португалии. Их дочь Айла выжила в аварии, и её отправили в госпиталь Монпелье в критическом состоянии. В течение месяца Айла проходила курс интенсивной терапии, пережив двухнедельную кому. В начале июля семья Мэдиллов решила забрать Айлу в Канаду, и девочка продолжила проходить реабилитацию в канадском госпитале.

## Память
- 8 июня перед матчем молодёжного чемпионата мира против Аргентины игроки молодёжной сборной Новой Зеландии станцевали танец «хака» в память Коллинза: в тот день новозеландцы победили 32:29[20]. Позднее их поступок повторили игроки главной сборной по регби, станцевав хаку на месте гибели Коллинза, о чём сообщил игрок сборной Нехемия Тайлата[21].
- 7 октября 2015 года был проведён матч памяти Джерри Коллинза между сборной ветеранов Новой Зеландии, известной как «Классик Олл Блэкс», и клубом «Тулон»[22].
- 25 марта 2016 года в память Джерри Коллинза был переименован стадион «Порируа Парк»[23].